# Menzerath-Altmannův zákon
Menzerath-Altmannův, někdy nazýván jen Menzerathův zákon, je zákon používaný v kvantitativní lingvistice. Autorem je německý lingvista Paul Menzerath, na kterého navázal slovensko-německý lingvistika Gabriel Altmann, který přinesl pojmy jazykový konstrukt a konstituent. Též stojí za matematickým znázorněním zákona.
Zákon popisuje vztah délky jazykových konstruktů (jazyková jednotka na vyšší úrovni) a jejich konstituentů. Pokud si za konstrukt zvolíme větu a za konstituent slova, pak Menzerath-Altmannův zákon říká, že čím je věta delší (měřeno počtem slov), tím je průměrná délka jednotlivých slov v ní kratší (měřeno počtem slabik).

## Vzorec
Matematický vzorec vyjádření prostřednictvím diferenciální rovnice má tvar:
| y = A x− b ecx |

kde A, b, c jsou reálné parametry a e = 2,718… je Eulerovo číslo.
Pro c = 0 dostáváme tzv. redukovaný vzorec:
| y = A x− b |

Ve speciálním případě, kdy A = y(1) = y1, obsahuje redukovaný vzorec jediný volný parametr b, někdy nazývaný tvarový parametr.